# Prva Liga 1950
La Prva savezna liga FNRJ 1950, conosciuta semplicemente come Prva liga 1950, fu la 21ª edizione del campionato jugoslavo di calcio, la quarta dopo la fine della Seconda guerra mondiale. La vittoria finale fu appannaggio del Hajduk Spalato, al suo terzo titolo. Con questa stagione il torneo passa alla cadenza dell'anno solare primavera-autunno (come nel campionato sovietico).

## Squadre partecipanti
Il 22 luglio 1950 il Metalac ha cambiato il nome in BSK
| Squadra           | Città           | Stadio                     | 1948-49                    |
| ----------------- | --------------- | -------------------------- | -------------------------- |
| FK Budućnost      | Titograd        | Stadion Pod Goricom        | 6º                         |
| NK Dinamo         | Zagabria        | Stadio Maksimir            | 4º                         |
| NK Hajduk         | Spalato         | Stadion Hajduka            | 3º                         |
| NK Lokomotiva     | Zagabria        | Stadion Zagreba            | 8º                         |
| FK Metalac        | Belgrado        | Stadion Avala              | 7º                         |
| FK Naša krila JRV | Zemun, Belgrado | Stadion Avala              | 5º                         |
| JSD Partizan      | Belgrado        | Stadion Avala JNA Stadium  | Campione                   |
| FK Sarajevo       | Sarajevo        | Stadio Koševo Skenderija   | Vincitore della Druga liga |
| FK Spartak        | Subotica        | Gradski stadion            | 3º in Druga liga           |
| FK Crvena Zvezda  | Belgrado        | Stadion Avala Stadion CDJA | 2º                         |

## Classifica finale
Il Naša krila viene sciolto al termine del campionato.
|                       | Pos. | Squadra             | Pt | G  | V  | N | P  | GF | GS | QR    |
| --------------------- | ---- | ------------------- | -- | -- | -- | - | -- | -- | -- | ----- |
| Jugoslavia (bandiera) | 1.   | Hajduk Spalato      | 28 | 18 | 10 | 8 | 0  | 28 | 13 | 2,153 |
|                       | 2.   | Stella Rossa        | 26 | 18 | 12 | 2 | 4  | 44 | 18 | 2,444 |
|                       | 3.   | Partizan            | 26 | 18 | 12 | 2 | 4  | 46 | 19 | 2,421 |
|                       | 4.   | Dinamo Zagabria     | 22 | 18 | 9  | 4 | 5  | 23 | 17 | 1,352 |
|                       | 5.   | Sarajevo            | 17 | 18 | 7  | 3 | 8  | 30 | 27 | 1,111 |
|                       | 6.   | Naša krila          | 14 | 18 | 5  | 4 | 9  | 18 | 29 | 0,620 |
|                       | 7.   | BSK Belgrado        | 14 | 18 | 4  | 6 | 8  | 19 | 32 | 0,593 |
|                       | 8.   | Lokomotiva Zagabria | 13 | 18 | 4  | 5 | 9  | 18 | 28 | 0,642 |
|                       | 9.   | Spartak Subotica    | 10 | 18 | 3  | 4 | 11 | 15 | 29 | 0,517 |
|                       | 10.  | Budućnost           | 10 | 18 | 3  | 4 | 11 | 15 | 44 | 0,340 |
| Fonte: exyufudbal     |      |                     |    |    |    |   |    |    |    |       |

Legenda:
      Campione di Jugoslavia
      Cessa l'attività 
  Partecipa allo spareggio
      Retrocessa in Druga Liga 1951
Note:

Due punti a vittoria, uno a pareggio, zero a sconfitta.

In caso di arrivo di due o più squadre a pari punti, la graduatoria viene stilata secondo il quoziente reti delle squadre interessate.

### Classifica marcatori
| Reti                                                                      | Marcatore           | Squadra         |
| ------------------------------------------------------------------------- | ------------------- | --------------- |
| 17                                                                        | Marko Valok         | Partizan        |
| 14                                                                        | Kosta Tomašević     | Stella Rossa    |
| 11                                                                        | Rajko Mitić         | Stella Rossa    |
| 10                                                                        | Franjo Wölfl        | Dinamo Zagabria |
| 6                                                                         | Frane Matošić       | Hajduk Spalato  |
| 6                                                                         | Prvoslav Mihajlović | Partizan        |
| 6                                                                         | Stjepan Bobek       | Partizan        |
| 6                                                                         | Ratomir Čabrić      | BSK Belgrado    |
| Fonte: sportnet.rtl.hr Archiviato il 15 ottobre 2017 in Internet Archive. |                     |                 |

### Spareggio
La penultima della Prva liga (Spartak Subotica) viene sfidata dalla quinta classificata della Druga liga (Odred).
| Squadra 1        | Totale | Squadra 2 | Andata | Ritorno |
| ---------------- | ------ | --------- | ------ | ------- |
| Spartak Subotica | 3 – 3  | Odred     | 3 – 3  | 0 – 0   |

Data la parità è necessaria la "bella" a Zagabria. Lo Spartak viene premiato dalla monetina e rimane in Prva liga.
| Squadra 1        | Risultato | Squadra 2 |
| ---------------- | --------- | --------- |
| Spartak Subotica | 2 – 2     | Odred     |

## Risultati

### Tabellone
|               | Haj | S.R | Par | Din | Sar | N.k | BSK | Lok | Spa | Bud  |
| ------------- | --- | --- | --- | --- | --- | --- | --- | --- | --- | ---- |
| Hajduk        |     | 2:1 | 0:0 | 1:0 | 2:2 | 0:0 | 5:2 | 1:1 | 2:0 | 2:0  |
| Stella Rossa  | 2:2 |     | 3:1 | 3:0 | 4:2 | 6:0 | 3:0 | 1:0 | 2:0 | 4:0  |
| Partizan      | 0:0 | 2:1 |     | 2:0 | 3:1 | 2:1 | 0:1 | 4:1 | 3:0 | 10:0 |
| Dinamo        | 1:3 | 1:0 | 2:1 |     | 2:0 | 1:1 | 1:1 | 1:1 | 2:1 | 2:0  |
| Sarajevo      | 1:1 | 0:2 | 2:5 | 1:0 |     | 3:0 | 0:1 | 4:0 | 4:0 | 6:1  |
| Naša krila    | 0:1 | 0:1 | 1:3 | 0:2 | 3:0 |     | 2:3 | 2:1 | 2:1 | 0:0  |
| Metalac / BSK | 2:2 | 2:5 | 1:4 | 0:2 | 0:0 | 0:1 |     | 1:1 | 1:1 | 4:1  |
| Lokomotiva    | 0:1 | 2:2 | 3:1 | 0:3 | 1:2 | 0:2 | 2:0 |     | 1:1 | 2:0  |
| Spartak       | 0:1 | 1:2 | 0:1 | 2:2 | 0:1 | 3:1 | 2:0 | 2:1 |     | 1:1  |
| Budućnost     | 1:2 | 3:2 | 2:4 | 0:1 | 2:1 | 2:2 | 0:0 | 0:1 | 2:0 |      |

### Calendario
| Andata (1ª) | Andata (1ª) | 1ª giornata               | Ritorno (10ª) | Ritorno (10ª) |
|             |             |                           |               |               |
| 5 mar. 1950 | 4-1         | Metalac/BSK - Budućnost   | 0-0           | 20 ago. 1950  |
| 5 mar. 1950 | 2-1         | Dinamo - Partizan         | 0-2           | 20 ago. 1950  |
| 5 mar. 1950 | 3-0         | Naša Krila - Sarajevo     | 0-3           | 20 ago. 1950  |
| 5 mar. 1950 | 1-0         | Stella Rossa - Lokomotiva | 2-2           | 20 ago. 1950  |
| 5 mar. 1950 | 0-1         | Spartak - Hajduk          | 0-2           | 20 ago. 1950  |

| Andata (2ª)  | Andata (2ª) | 2ª giornata             | Ritorno (11ª) | Ritorno (11ª) |
|              |             |                         |               |               |
| 12 mar. 1950 | 2-0         | Budućnost - Spartak     | 1-1           | 27 ago. 1950  |
| 12 mar. 1950 | 0-1         | Lokomotiva - Hajduk     | 1-1           | 27 ago. 1950  |
| 12 mar. 1950 | 0-2         | Sarajevo - Stella Rossa | 2-4           | 27 ago. 1950  |
| 12 mar. 1950 | 2-1         | Partizan - Naša Krila   | 3-1           | 27 ago. 1950  |
| 12 mar. 1950 | 0-2         | Metalac/BSK - Dinamo    | 1-1           | 27 ago. 1950  |

| Andata (3ª)  | Andata (3ª) | 3ª giornata              | Ritorno (12ª) | Ritorno (12ª) |
|              |             |                          |               |               |
| 19 mar. 1950 | 2-0         | Dinamo - Budućnost       | 1-0           | 17 set. 1950  |
| 19 mar. 1950 | 2-3         | Naša Krila - Metalac/BSK | 1-0           | 17 set. 1950  |
| 19 mar. 1950 | 3-1         | Stella Rossa - Partizan  | 1-2           | 17 set. 1950  |
| 19 mar. 1950 | 1-1         | Sarajevo - Hajduk        | 2-2           | 17 set. 1950  |
| 19 mar. 1950 | 2-1         | Spartak - Lokomotiva     | 1-1           | 17 set. 1950  |

| Andata (4ª)  | Andata (4ª) | 4ª giornata                | Ritorno (13ª) | Ritorno (13ª) |
|              |             |                            |               |               |
| 26 mar. 1950 | 0-1         | Budućnost - Lokomotiva     | 0-2           | 24 set. 1950  |
| 26 mar. 1950 | 4-0         | Sarajevo - Spartak         | 1-0           | 24 set. 1950  |
| 26 mar. 1950 | 0-0         | Partizan - Hajduk          | 0-0           | 24 set. 1950  |
| 26 mar. 1950 | 2-5         | Metalac/BSK - Stella Rossa | 0-3           | 24 set. 1950  |
| 26 mar. 1950 | 1-1         | Dinamo - Naša Krila        | 2-0           | 24 set. 1950  |

| Andata (5ª) | Andata (5ª) | 5ª giornata            | Ritorno (14ª) | Ritorno (14ª) |
|             |             |                        |               |               |
| 2 apr. 1950 | 0-0         | Naša Krila - Budućnost | 2-2           | 1º ott. 1950  |
| 2 apr. 1950 | 3-0         | Stella Rossa - Dinamo  | 0-1           | 1º ott. 1950  |
| 2 apr. 1950 | 2-2         | Metalac/BSK - Hajduk   | 2-5           | 1º ott. 1950  |
| 2 apr. 1950 | 0-1         | Spartak - Partizan     | 0-3           | 1º ott. 1950  |
| 2 apr. 1950 | 1-2         | Lokomotiva - Sarajevo  | 0-4           | 1º ott. 1950  |

| Andata (6ª) | Andata (6ª) | 6ª giornata               | Ritorno (15ª) | Ritorno (15ª) |
|             |             |                           |               |               |
| 9 apr. 1950 | 2-1         | Budućnost - Sarajevo      | 1-6           | 15 ott. 1950  |
| 9 apr. 1950 | 4-1         | Partizan - Lokomotiva     | 1-3           | 15 ott. 1950  |
| 9 apr. 1950 | 1-1         | Metalac/BSK - Spartak     | 0-2           | 15 ott. 1950  |
| 9 apr. 1950 | 1-3         | Dinamo - Hajduk           | 0-1           | 15 ott. 1950  |
| 9 apr. 1950 | 0-1         | Naša Krila - Stella Rossa | 0-6           | 15 ott. 1950  |

| Andata (7ª)  | Andata (7ª) | 7ª giornata              | Ritorno (16ª) | Ritorno (16ª) |
|              |             |                          |               |               |
| 16 apr. 1950 | 4-0         | Stella Rossa - Budućnost | 2-3           | 22 ott. 1950  |
| 16 apr. 1950 | 0-1         | Naša Krila - Hajduk      | 0-0           | 22 ott. 1950  |
| 16 apr. 1950 | 2-2         | Spartak - Dinamo         | 1-2           | 22 ott. 1950  |
| 16 apr. 1950 | 2-0         | Lokomotiva - Metalac/BSK | 1-1           | 22 ott. 1950  |
| 16 apr. 1950 | 2-5         | Sarajevo - Partizan      | 1-3           | 22 ott. 1950  |

| Andata (8ª)  | Andata (8ª) | 8ª giornata            | Ritorno (17ª) | Ritorno (17ª) |
|              |             |                        |               |               |
| 23 apr. 1950 | 2-4         | Budućnost - Partizan   | 0-10          | 29 ott. 1950  |
| 23 apr. 1950 | 0-0         | Metalac/BSK - Sarajevo | 1-0           | 29 ott. 1950  |
| 23 apr. 1950 | 1-1         | Dinamo - Lokomotiva    | 3-0           | 29 ott. 1950  |
| 23 apr. 1950 | 2-1         | Naša Krila - Spartak   | 1-3           | 29 ott. 1950  |
| 23 apr. 1950 | 2-2         | Stella Rossa - Hajduk  | 1-2           | 29 ott. 1950  |

| \| Andata (9ª) \| Andata (9ª) \| 9ª giornata \| Ritorno (18ª) \| Ritorno (18ª) \| \| \| \| \| \| \| \| 30 apr. 1950 \| 1-2 \| Budućnost - Hajduk \| 0-2 \| 12 nov. 1950 \| \| 30 apr. 1950 \| 1-2 \| Spartak - Stella Rossa \| 0-2 \| 12 nov. 1950 \| \| 30 apr. 1950 \| 0-2 \| Lokomotiva - Naša Krila \| 1-2 \| 12 nov. 1950 \| \| 30 apr. 1950 \| 1-0 \| Sarajevo - Dinamo \| 0-2 \| 12 nov. 1950 \| \| 30 apr. 1950 \| 0-1 \| Partizan - Metalac/BSK \| 4-1 \| 12 nov. 1950 \| |             |                         |               |               |
| Andata (9ª) | Andata (9ª) | 9ª giornata             | Ritorno (18ª) | Ritorno (18ª) |
| |             |                         |               |               |
| 30 apr. 1950 | 1-2         | Budućnost - Hajduk      | 0-2           | 12 nov. 1950  |
| 30 apr. 1950 | 1-2         | Spartak - Stella Rossa  | 0-2           | 12 nov. 1950  |
| 30 apr. 1950 | 0-2         | Lokomotiva - Naša Krila | 1-2           | 12 nov. 1950  |
| 30 apr. 1950 | 1-0         | Sarajevo - Dinamo       | 0-2           | 12 nov. 1950  |
| 30 apr. 1950 | 0-1         | Partizan - Metalac/BSK  | 4-1           | 12 nov. 1950  |

Fonte: sportnet.rtl.hr Archiviato il 2 agosto 2019 in Internet Archive.

## Squadra campione
- Allenatore: Luka Kaliterna
- Vladimir Beara 18, Božo Broketa 18/1, Ervin Katnić 18, Slavko Luštica 18/4, Frane Matošić 18/6, Bernard Vukas 18/4, Ivo Radovniković 16/2, Ljubomir Kokeza 15, Branko Viđak 12/5, Dragutin Drvodelić 11, Ivo Mrčić 10, Krešimir Arapović 8/1, Stane Krstulović 7/1, Vladimir Schönauer 4, Tonči Radovniković 3, Milorad Diskić 2, Miljenko Batinić 1, Vojko Andrijašević 1/1.
- Fonte sportnet.rtl.hr Archiviato il 2 agosto 2019 in Internet Archive.